# Игуманија Доротеја (Делић)
Доротеја Делић (Прибој код Лопара, 14. октобар 1943) монахиња је Српске православне цркве и бивша игуманија Манастира Подластве.

## Биографија
Игуманија Доротеја Делић, рођена је 14. октобра 1943. године у селу Прибој код Лопара, (тада СФРЈ). Основну школу завршила је у Прибоју 1959. године. У манастиру је од 1967. године. Замонашена је у манастиру Дужи на Велику Госпојину 1969. године. Причисљује се манастиру Подластва 1993. године. Постављена за настојатељицу 1995. године. Манастир Подластва, у чијем се склопу налази и Храм Рођења Пресвете Богородице, је једини сачуван од некадашњих шест старих грбaљских манастира. Манастир се налази на узвишици недалеко од магистралног пута Будва-Тиват-Котор, у Горњем Грбљу. Манастир Подластва се убраја међу најзначајнија духовна средишта, не само Грбља него целе Боке. Заједно са Михољском Превлаком,која представља 800 годишњи темељ  Светосавског Православља у Зети – Црној Гори, манастир Подластва је  посебно сабирно и саборно место,  како Грбља, тако и целог Приморја.
Тренутно у манастиру бораве четири монахиње, а међу њима и игуманија, мати Доротеја.  Поред игуманије Доротеја о правним пословима веома успешно је миења сестра Аквилина (Черековић) из Новог Сада, раније монахиња у манастиру Подмалинско и Бешка. Ту су још две монахиње Аполинарија (Митровић) из Херцеговине, раније монахиња у манастиру Бања код Рисна, као и монахиња Серафима.